# Palpidia
Palpidia is een geslacht van vlinders van de familie spinneruilen (Erebidae), uit de onderfamilie Calpinae.

## Soorten
- P. cocophaga Franclemont, 1949
- P. melanotricha Hampson, 1907
- P. pallidior Dyar, 1898